# Stanisława Butkiewicz
Stanisława Butkiewicz (ur. 15 lipca 1903, zm. 1 grudnia 1990) – polska niania, „Sprawiedliwa wśród Narodów Świata”.

## Życiorys
W trakcie II wojny światowej zamieszkiwała w Wilnie. Od 1940 r. pracowała u Żydów: adwokata Jakuba (zmarłego w wyniku choroby w tym samym roku) i Chany Fajnsztajnów (Fainszteinów), jako opiekunka do ich niespełna rocznej córki, Maszy. Rodzina mieszkała przy ul. Zawalnej. Po wkroczeniu do miasta Niemców, w Wilnie wzmógł się terror wobec Żydów. Już 6 września 1941 r. zapadła decyzja o utworzeniu tam getta. Chana i Masza Fajnsztajn zostały zmuszone do zamieszkania w nim. Stanisława zaangażowała się w pomoc swoim dawnym pracodawcom. Jak relacjonowała Masza już po wojnie, opisując wspomnienia przekazane jej przez matkę:
„Podczas prowadzenia Żydów do pracy matka moja zostawiała mnie po drodze u Stanisławy Butkiewicz, która mieszkała wówczas w Wilnie na ul. Szkaplerskiej. Wracając z pracy zabierała mnie. W październiku 1941 r. powiedziała: «Stasiu! Zaopiekuj się nią, bo nie wiem czy wrócę». Już nigdy nie wróciła”.
Oprócz dziecka, Stanisława Butkiewicz przechowała także część pamiątek rodzinnych, m.in. zdjęcia oraz sztućce z inicjałami ojca i inne drobne przedmioty, należące do żydowskiej rodziny. Wystarała się także o fałszywe papiery dla Maszy, która odtąd funkcjonowała jako jej córka - Maria Butkiewicz, urodzona 12 maja 1939 r. Dla niepoznaki, Stanisława wraz z dziewczynką wyprowadziły się do krewnych na wsi. Najpierw zamieszkała u brata, Józefa, we wsi pod Podbrodziem, a następnie u Markowskich, kuzynów, w miejscowości Niemenczyn. Dzięki zaangażowaniu Stanisławy, Masza przeżyła wojnę. Po jej zakończeniu, obie przeniosły się do Węgorzewa, a następnie do Zielonej Góry.
Stanisława Butkiewicz jest pochowana na Starym Cmentarzu w Zielonej Górze (kwatera 84, rząd 19, grób 7).
27 lutego 1991 r. Instytut Jad Waszem uhonorował Stanisławę Butkiewicz medalem „Sprawiedliwy wśród Narodów Świata”.